# Летний Европейский юношеский Олимпийский фестиваль 2022

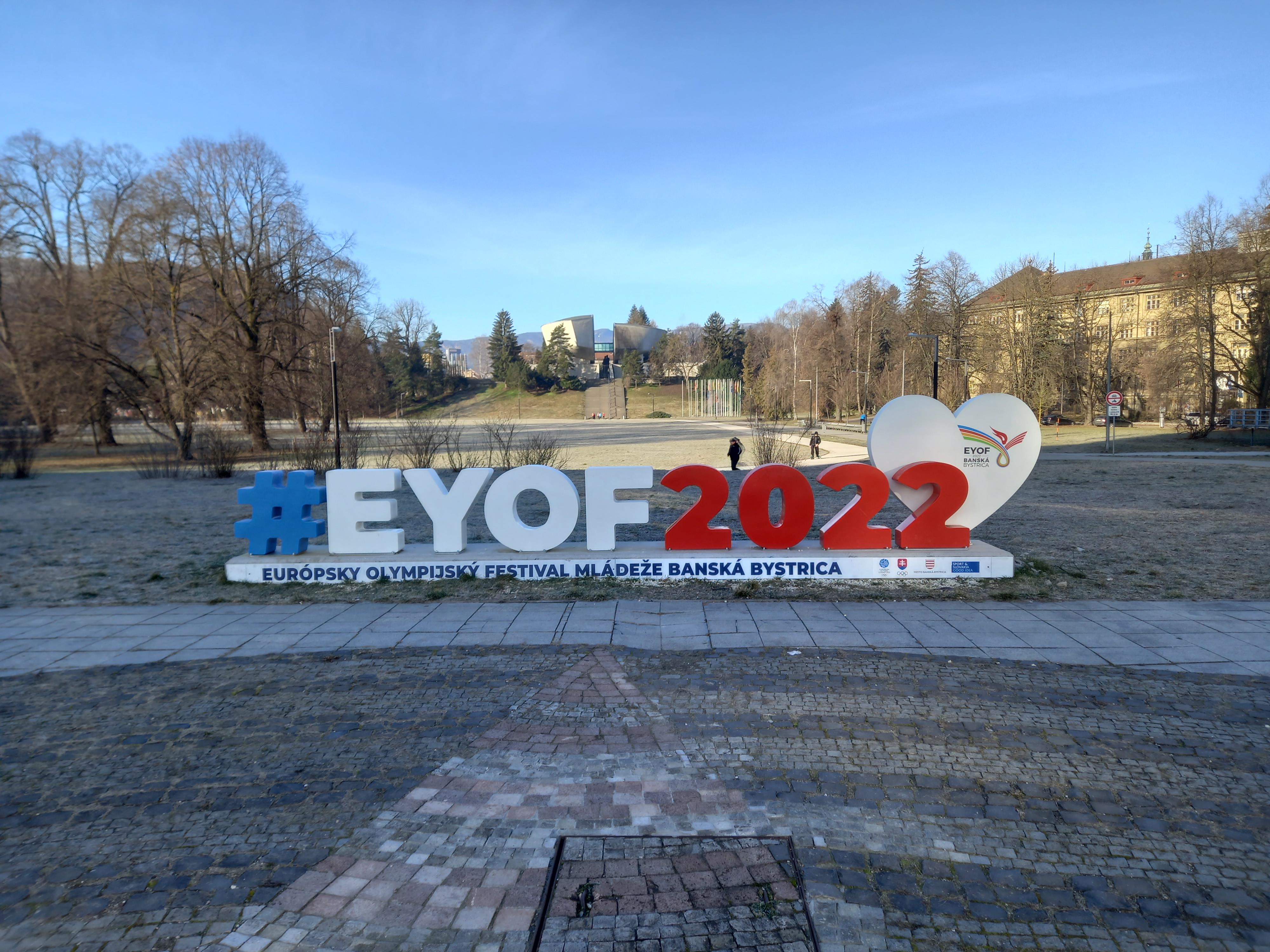
Логотип Фестиваля в Банска-Бистрице

16-й Летний Европейский юношеский олимпийский фестиваль (словац. Letný európsky olympijský festival mládeže 2022, англ. 2022 European Youth Summer Olympic Festival, EYOF) проходил с 24 по 30 июля 2022 года в Банска-Бистрице (Словакия). Командные матчи состоялись также в Зволене, Детве, Бадине и Люпче. Девиз соревнований: «Готов сиять» (словац. Pripravení zažiariť, англ. Ready to shine). Словакия принимала зимний Европейский юношеский олимпийский фестиваль в Попраде в 1999 году.

## Организация
Первоначально соревнования планировали провести в Кошице. После того, как город отказался от организации, Шаморин и Жилина стали основными претендентами на проведения соревнований. 2 мая 2019 года стало известно, что ЕЮОФ пройдёт в Банска-Бистрице, это решение 6 июня 2019 года было одобрено городским советом Банска-Бистрицы. Мэр города Ян Носка в качестве условия проведения мероприятия назвал реконструкцию национального легкоатлетического стадиона, а также строительство многофункционального спортивного зала.
В декабре 2020 года государство выделило на Фестиваль 17,2 млн евро. На ремонт зимнего стадиона в Банско-Быстрице было выделено 3,35 миллиона евро, а в план работ также включили ремонт спортивного зала в Штявничках и Детве и бассейна в Банско-Быстрице.
На Фестивале ожидалось 4000 спортсменов из 50 стран мира. Объявление о переносе Игр на 2022 год было сделано в мае 2020 года после того, как летние Олимпийские игры 2020 года в Токио были перенесены на 2021 год. Причиной переноса является проведение соревнований в разное время относительно Олимпийских игр.
Спортсменов было решено поселить в Олимпийский деревне на улице Тайовского и в помещениях общежитий Университета Матея Бела, где первоначально было 2800 мест, а после реконструкции стало 3100. Ещё 700 мест могут быть предоставлены общежитиями, находящимися в ведении ББСК.

### Спортивные площадки
Для проведения мероприятия использовались следующие спортивные площадки:
- спортивный парк Фестиваля
  - Стадион СНП (легкая атлетика)
  - тренировочный стадион (легкая атлетика)
  - крытый бассейн (плавание)
  - зал ВСК Дукла (дзюдо)
  - теннисные корты (теннис)
  - площадки для игры в бадминтон (бадминтон)
  - Спортзал Университета Матея Бела (баскетбол)
- Зимний стадион (спортивная гимнастика)
- Дороги Банска-Бистрицы (дорожный велосипед)
- окрестные города и села
  - Бадин (мужской баскетбол)
  - Детва (женский гандбол)
  - Люпча (женский волейбол)
  - спортивный центр РаТэС в Зволене (мужской волейбол и гандбол)

Безопасность мероприятия обеспечивала Военная полиция . Его деятельность была «в основном сосредоточена на проверке людей при входе с помощью системы обнаружения Proscreen 900 Plus, проверке транспортных средств, круглосуточном патрулировании и пиротехнических проверках с собаками».

## Спорт и спортсмены
На Фестивале должны были пройти соревнования по лёгкой атлетике, баскетболу, шоссейному велоспорту, дзюдо, гандболу, плаванию, гимнастике, теннису, триатлону и волейболу. Однако триатлон в конечном итоге был заменён бадминтоном. Всего приняли участие 2300 спортсменов из 48 стран.

### Медали
Италия выиграла командный зачёт Фестиваля, завоевав 47 медалей: 21 золотую, 12 серебряных и 14 бронзовых. Сборная Словакии, принимавшая соревнования, завоевала 2 золотые, 1 серебряную и 3 бронзовые медали.

## Церемония открытия и закрытия

### Церемония открытия
Церемония открытия состоялась 24 июля 2022 года в сквере под памятником. Мероприятие официально открыл председатель Национального совета Борис Коллар . В нём приняли участие 48 национальных сборных. Флаг Европейских олимпийских комитетов несли гимнастка Марианна Неметова-Крайчирова, ходок Йозеф Прибилинец, байдарочники Елена Калиска, Михал Мартикан, биатлонистка Мартина Галинарова и стрелок Йозеф Гёнци. Огонь зажгли биатлонистка Анастасия Кузьмина и ходок Матей Тот. Вторая часть программы была посвящена артистам, и в общей сложности на сцене выступило почти 4000 исполнителей, в числе которых были спортсмены. За церемонией в прямом эфире наблюдали 7500 зрителей. В культурной части церемонии открытия выступили словацкие симфонисты, оперный певец Томаш Юхас, «Cigánski diabli» со Словацким театром танца, The Wave от RDS, фольклорный ансамбль Урпин, Леа Мюллерова, Каролина Ткачова, Лима Прагерова и Les Sirènes.

### Церемония закрытия
Из-за погодных условий церемония закрытия Фестиваля была перенесена в Спортивный зал в Штявничках. Флаг Фестиваля был передан Словении, которая в городе Марибор примет следующие соревнования.

## Посещаемость
По словам исполнительного директора оргкомитета Фестиваля, все спортивные площадки посетили «около 150 тысяч человек», ещё 60 тысяч должны были посетить Фан-зону. Посещение соревнований по спортивной гимнастике, где «было, например, в среду [27 июля] 1744 зрителя, что является беспрецедентным числом для этого вида спорта в Словакии (в отличие от других стран…)».